# Ikari Warriors (jeu vidéo)
Pour les articles homonymes, voir Ikari Warriors.
Ikari Warriors (怒, Ikari) est un jeu vidéo d'action de type run and gun développé par la société japonaise SNK et commercialisé en 1986 sur borne d'arcade. Il a été adapté sur divers supports familiaux.

## Système de jeu
Le joueur incarne Ralf ou Clark, des soldats inspirés de Rambo qui doivent traverser la jungle pour atteindre le village d'Ikari. Un grand nombre d'ennemis barrent la route du personnage comme des tanks, des hélicoptères ou d'autres soldats ennemis. Pour accomplir la mission, le joueur peut récolter une série de bonus en chemin. Les mêmes personnages ont été par la suite intégré à la série de jeux de combat The King of Fighters, par le même éditeur.

## Série
1. Ikari Warriors
2. Victory Road (Psycho Soldier, 1986)
3. Ikari III: The Rescue (68K Based, 1989)

## Portage
Les adaptations sont effectuées par Tradewest, Elite Systems, Atari.
Consoles
- Famicom (1986)
- Atari 7800 (1989)
- Atari 2600 (1990)

Ordinateurs
- Commodore 16 (1987)
- IBM PC (1987)
- ZX Spectrum (1988)
- Commodore C64 (1988)
- Amstrad CPC (1988)
- Amiga (1989)
- Atari ST (1989)
- MSX2

## Postérité
Le jeu est l'une des entrées de l'ouvrage Les 1001 jeux vidéo auxquels il faut avoir joué dans sa vie.